# روبن جوهکنتال
روبن جوهکنتال (به انگلیسی: Robin Juhkental) (زاده ۲۰ می ۱۹۸۸) خواننده استونیایی است.
او عضو گروه مالکوم لینکلن است.